# Mexikos kommuner
Mexikos kommuner (spanska: municipios) är en administrativ indelning i Mexiko. De är sammanlagt 2466 till antalet.

## Antal kommuner per delstat
| Delstat | Delstat             | Antal kommuner |
| ------- | ------------------- | -------------- |
|         | Aguascalientes      | 11             |
|         | Baja California     | 6              |
|         | Baja California Sur | 5              |
|         | Campeche            | 13             |
|         | Chiapas             | 125            |
|         | Chihuahua           | 67             |
|         | Coahuila            | 38             |
|         | Colima              | 10             |
|         | Distrito Federal    | 16             |
|         | Durango             | 39             |
|         | Guanajuato          | 46             |
|         | Guerrero            | 81             |
|         | Hidalgo             | 84             |
|         | Jalisco             | 125            |
|         | México              | 125            |
|         | Michoacán           | 113            |
|         | Morelos             | 33             |
|         | Nayarit             | 20             |
|         | Nuevo León          | 51             |
|         | Oaxaca              | 570            |
|         | Puebla              | 217            |
|         | Querétaro           | 18             |
|         | Quintana Roo        | 11             |
|         | San Luis Potosí     | 58             |
|         | Sinaloa             | 18             |
|         | Sonora              | 72             |
|         | Tabasco             | 17             |
|         | Tamaulipas          | 43             |
|         | Tlaxcala            | 60             |
|         | Veracruz            | 212            |
|         | Yucatán             | 106            |
|         | Zacatecas           | 58             |
| Total   | Total               | 2466           |